# Araby, Växjö
Araby är en stadsdel i Växjö som vid årsskiftet 2016 hade cirka 6 500 invånare och är därmed stadens fjärde folkrikaste stadsdel.
Araby är beläget relativt centralt i staden, norr om Växjö centrum. Stadsdelen byggdes upp under 1960- och 1970-talen som en del i miljonprogrammet. I dag är Araby ihopvuxet med Dalbo och Nydala, där Araby brukar vara det gemensamma namnet som används för området. Stadsdelar som gränsar till Araby är: Väster, Danneborg, Västra Mark och Hov. Araby är Växjös mest tätbefolkade och består uteslutande av hyreslägenheter i tre till fyra våningsplan.
Mitt i området, som delar upp Araby i väst, Dalbo i öst och Nydala i norr ligger Arabyparken, som är Växjös största park. Här finns lekplatser, basketplaner, skogsområde, tennisplaner och fotbollsplan som är hemmaplan åt fotbollslaget Araby IF. I Arabyparken brukar också Arabyfestivalen hållas sommartid. Arabyparken är den plats i Växjö som upplevs som mest otrygg i hela staden, enligt en undersökning som tidningen Smålandsposten publicerade i slutet av 2005.
Araby har två skolor för låg- och mellanstadiebarn, Bokelundskolan och Centrumskolan. Skolorna ligger i varsin ände av Arabyparken.[källa behövs] Tidigare fanns Arabyskolans högstadieskola, vilken lades ner 2013 efter flera år med sjunkande studieresultat. År 2012 gick bara hälften av eleverna ut med fullständiga grundskolebetyg. Idag används Arabyskolans lokaler av Centrumskolan.
Antalet i arbetsför ålder som har ett arbete är 55 %, i jämförelse med övriga kommunen där siffran är 78 %.
Araby är enligt polisen ett ur brottssynpunkt problemområde som klassas som särskilt utsatt område.
Ett centrum för stadsdelen finns på Dalbosidan i riktning mot Växjö centrum. Det är ett centrum som innehåller livsmedelsbutiker, en pub och restaurang samt ett gym.
8 maj 2010 invigdes Araby Park Arena, en aktivitetshall i Araby som ska bidra till ökat idrottande för barn och ungdomar i stadsdelen och även ge en anledning för andra att besöka Arabyområdet. I samband med bygget lades även konstgräs på Arabyvallen , som för närvarande fungerar som hemmaplan åt FC Växjö och Växjö United (tidigare SUFstar Växjö ).
Den 8 maj 2018 meddelande polisen att moskén i Araby fått tillstånd för högtalarutsända böneutrop varje fredag, därmed blev det den tredje moskén i Sverige att tillåta böneutrop, tillsammans med moskén i Fittja i Botkyrka samt moskén i  Kungsmarken i Karlskrona. Böneutropen i Araby kommer att höras i 3 minuter och 45 sekunder varje fredag mellan klockan 13:00 och 13.03 sommartid och vid 12:00 vintertid.